# Oribotritia incognita
Oribotritia incognita är en kvalsterart som beskrevs av Wojciech Niedbała 2000. Oribotritia incognita ingår i släktet Oribotritia och familjen Oribotritiidae. Inga underarter finns listade i Catalogue of Life.